# 러시아 혁명
러시아 혁명(러시아어: Русская революция, 영어: Russian Revolution)은 20세기 초 러시아 제국에서 발생한 정치·사회적 변화로, 1917년 2월 혁명과 10월 혁명으로 구성된다. 2월 혁명은 제1차 세계 대전 중 경제적 어려움과 사회적 불만이 고조되면서 발생하였으며, 그 결과 러시아 제국의 마지막 황제였던 니콜라이 2세가 퇴위하고 임시정부가 수립되었다. 이로 인해 300년 이상 지속된 로마노프 왕조가 종말을 맞이하였으며, 러시아는 입헌 공화정으로 전환될 가능성을 모색하는 과정에 들어갔다.
그러나 임시정부는 경제 문제 해결과 전쟁 지속 여부에 대한 명확한 방향을 제시하지 못하였고, 노동자와 병사들로 구성된 소비에트 세력이 점차 영향력을 확대하였다. 이러한 상황에서 볼셰비키당이 10월 혁명을 주도하였으며, 1917년 11월(율리우스력 기준 10월)에 페트로그라드(현재의 상트페테르부르크)에서 무장 봉기를 일으켜 임시정부를 무너뜨렸다. 이후 볼셰비키는 러시아 사회주의 연방 소비에트 공화국의 수립을 선언하며 공산주의 체제를 확립하였다.
러시아 혁명은 20세기 세계 정치에 큰 영향을 미쳤으며, 특히 사회주의 및 공산주의 운동의 확산에 중요한 계기가 되었다. 혁명 이후 러시아는 내부적으로 러시아 내전을 겪으며 공산주의 정권의 입지를 다졌고, 국제적으로는 냉전 시대의 시작과 사회주의 진영 형성의 기초를 마련하였다. 혁명의 영향에 대한 평가는 다양하며, 이는 정치적·이념적 관점에 따라 다르게 해석되기도 한다.

## 배경

### 러시아 제국의 전제군주정치
러시아 제국은 철저한 전제 군주전제 주도하에 근대화 개혁을 점진적으로 나아가, 그 결과 19세기 후반 산업화가 본격적으로 진행되었다.
그러나, 전제정치가 그대로 유지되었기 때문에 사회구조를 바꾸는 개혁안은 철저히 배제되었고, 지식인들과 학생들은 자유주의 운동을 전개하는 한편, 사회민주당을 결성하여 사회 개혁을 요구하였다.
하지만, 당시 러시아 제국은 격동하는 시대에 황제 니콜라이 2세는 자신의 제국이 변화 되는 것을 두려워했었기 때문에 근본적인 개혁의 소리에 대해서는 귀담아 듣지 않았다.

## 러일전쟁
1904년 2월, 마침내 일본 제국이 러시아 제국이 점유하고 있던 청나라의 뤼순항을 기습 공격함으로써 러일 전쟁이 발발한다. 전쟁은 치열한 공방전 끝에 예상을 깨고 일본제국의 승리로 끝났다. 이 전쟁은 애초에 러시아 제국의 여론은 물론이고 일본제국의 여론, 미국, 대영제국, 프랑스 등 서방 국가들의 여론마저 러시아 제국의 승리를 점쳤기에 이 전쟁은 러시아 제국에게 큰 타격이었다. 이로써 국민들은 차르에 대한 불만을 폭발시킨다.

### 피의 일요일
1905년 러일전쟁을 계기로 러시아 정교회 사제의 주도로 개혁을 요구하는 민중 운동이 일어났다. 당시 민중들은 차르의 실체를 보지 못하고 자신들의 아버지로 믿었다.
1905년 1월 22일 사제 가폰 신부를 필두로 수많은 노동자와 그 가족들이 상트 페테르부르크의 겨울 궁전으로 몰려들었다. 그들은 평화와 굶주림을 달랠 빵을 달라고 하였으며, 노동조합의 설립과 근로조건의 향상들을 아버지 차르에게 요구하였으나, 차르는 그 요구에 무력 진압으로 답했다. 비무장한 시위대를 상대로 차르의 군대가 발포하였고, 달아나는 군중들을 기마대가 추격하여 학살, 이날 하루에만 3000명 이상의 사상자가 발생하였다.
이 사건을 계기로 차르에 대한 환상이 깨어지고 러시아 제국에 대한 불만이 폭발하였다, 자본가의 착취와 노동자의 인권이 존중되지 않는 열악한 근무환경에 맞선 온갖 파업 투쟁이 끊이지 않았고 1905년 5월 흑해의 러시아 전함 타우리스 공작 포툠킨의 선원들이 반란을 일으켰다가 루마니아 정부에 항복하기도 했다.
1906년 한 해 동안 100만 명이 파업을 일으켰고 농민 반란이 2600건이나 일어났다. 이에 러시아 제국정부는 불만을 잠재우기 위해 '두마'라 불리는 의회를 설치하는 등 개혁을 추진하였으나 농민들과 노동자들의 생활은 여전히 나아지지 않았다.

### 러시아 민중들의 생활고

#### 제1차 세계대전 참전
피의 일요일 사건 이후 국민들의 불만은 진정되지 않다가 1907년즈음 가서야 겨우 진정되어 갔었다. 한때 러시아 제국에는 연평균 7%의 산업 성장화를 보이면서 위세를 떨치기도 했었다.
1914년 제1차 세계대전이 발발할 무렵, 차르에 대한 불만세력이 여전하다고 여긴 니콜라이 2세는 이러한 국내의 불만을 진정시키기 위해 많은 병력을 파병하도록 선전했다.
처음에 민중들은 애국심에 불타서 제1차 세계대전에 많은 지지를 하였고, 무려 1500만 명이나 전선에 나가 지원 했었다.

#### 국민들의 사기저하와 생활고
하지만, 지휘관들의 무능함으로 탄넨베르크 전투에서 자멸적인 대패를 초래했을뿐만 아니라, 수많은 젊은이들이 군에 지원하여 러시아의 노동력은 급격히 저하되었으며, 민중의 복지에 써야 할 국가예산이 전쟁에 사용되면서 민중들의 생활은 오늘 먹을 빵과 우유조차 없을 정도로 아주 어려워졌다.
이는 러시아 제국이 얼마나 무능한가를 말해주는 증거였으며 1917년 러시아 민중들에 의해 공산주의 혁명이 일어나는 원인이 되었다.
그럼에도 니콜라이 2세 황제는 1915년부터 직접 전투지휘에 나서며 국정은 황후에 맡기고, 황후를 등에 업은 라스푸틴을 중심으로 국정도 파탄지경에 이르렀다.

## 2월 혁명(3월 혁명)

### 페트로그라드 시위
제1차 세계대전이 장기화 됨에 따라 러시아 제국 민중들의 생활이 더욱 어려워졌다. 당연히 러시아 민중들은 민중운동으로 그들의 생존권을 쟁취하고자 하였는데, 1917년 3월 8일 페트로그라드 시위가 그것이었다.
당시 페트로그라드의 민중들은 밀가루 반입량이 절반으로 줄어듦에 따라 빵을 살 수 없었고, 어린이들에게 먹일 우유도 절반으로 줄어들었다. 빵과 우유를 배급받고자 시민들은 새벽부터 밤까지 줄을 서야 했다.
우연하게도 3월 8일은 국제 여성의 날이었는데, 페트로그라드 여성들은 이날 빵과 우유를 요구하는 시위를 벌였으며 그들과 같은 처지의 노동자들이 8만명이나 시위에 가담하였다. 시위는 노동자들의 노동쟁의로 이어졌다.
당시 일본 대사관의 직원은 시위의 모습을 이렇게 기억했다.
| “ | 광장에는 수백만명의 군인들이 군중들을 막고 있고 기병들이 젊은 장교의 지휘아래 군중들을 거칠게 해산시키고 있다. 곧이어 기병들이 물러나자 2열 횡대의 근위병들이 일제히 총을 발사했다. 그러나 노동자들은 조금도 물러나지 않았다. 그들은 혁명가를 부르고 '자유를, 시민의 행복을, 조국 러시아의 부흥을'을 외치며 그 자리에 그대로 서 있었다. | ” |

### 시위에서 혁명으로
러시아 민중들의 시위는 전쟁에서 돌아오거나 민중시위 진압을 거부한 일부 사병들이 참여하면서 ‘페트로그라드 노동자, 농민 소비에트’로 단결하는 혁명으로 발전하였다.
1917년 2월 22일 푸틸로프 공장에서 노동자들이 파업을 일으켰고 니콜라이 2세는 수도방위사령관 하발로프에게 군대를 보내 진압하도록 하였으나 2월 27일 군대까지 노동자들의 편에 섰다.
결국 3월 2일 러시아 제국 황제 니콜라이 2세가 동생 미하일에게 정권을 넘겼으나 이 혁명으로 폐위되었고, 제정체제가 붕괴되었다. 사회주의자들은 이것을 '부르주아 혁명'으로 판단하고 정권을 장악하지 않았다.
이렇게 됨으로써, 부르주아와 사회주의자들의 연합 정권인 케렌스키 임시정부가 탄생하였다. 이때 2월은 러시아 달력에 근거한 것이며, 고대 그리스 달력으로 하면 3월 혁명이 된다.

## 10월 혁명(11월 혁명)

### 볼셰비키의 지지
이 시기에 사회주의자들로 주축이 된 알렉산드르 케렌스키의 임시정부는 민생이 어려워진 원인인 전쟁을 끝내길 바라는 민중들의 열망을 무시한 채, 한계를 드러냄으로써 동시에 경제파탄을 겪자, 민중들의 지지기반을 잃어갔었다.
9월로 들어서자 페트로그라드 시내에서는 볼셰비키가 전국적인 지지를 얻게 되고, 볼셰비키 세력이 자리잡기 시작했다.

### 볼셰비키 혁명
1917년 11월 7일(구력 10월 25일) 오전 10시, 볼셰비키 군사혁명위원회(위원장 트로츠키)가 러시아 수도 상트페테르부르크에서 볼셰비키 1000명의 적위대를 이끌고 급습함으로써 케렌스키 임시정부 타도에 성공하고, 소비에트 정권이 수립됐음을 선언했다.
이 혁명은 볼셰비키 혁명이라고 부르는 최초의 마르크스주의 혁명이다. 블라디미르 일리치 레닌이 망명지 스위스에서 급거 귀국한 지 6개월여 만의 일이었다.

### 4월 테제
1917년 일어난 2월 혁명 이후 러시아는 귀족·부르주아들의 임시 정부와 노동자·농민들의 소비에트로 대립하고 있었다.
이때 망명지 스위스로부터 독일 제국이 제공한 봉인 열차편으로 귀국한 레닌은 혁명의 기운이 타오르던 도시 페트로그라드에 도착하였다. 이때 그는 자신을 함성과 박수로 환영하는 민중들에게 병사들이 가져온 장갑차에 올라가서 이렇게 연설하였다.
| “ | 친애하는 병사와 노동자 여러분! 저는 여러분들(노동자, 병사들의 소비에트를 뜻함)을 러시아 혁명의 승리자, 세계 노동자 군대의 전위로 보고 경의합니다. 제국주의자들의 약탈전쟁은 유럽 전역에 내란을 일으키고 있습니다. 세계는 공산주의 혁명의 여명을 향해 달려가고 있습니다. 유럽의 제국주의는 금명간 무너져 버릴 것입니다. 여러분이 이루어낸 러시아 혁명은 이미 새로운 시대를 열었습니다. 세계 공산주의 혁명 만세! | ” |

또한 레닌은 “자본주의의 타도 없이 종전은 불가능하다.” 등 10개 항에 걸친 4월 테제(April Theses)를 발표했는데, 4월 테제는 곧 볼셰비키의 방침이 되어 “임시 정부 타도! 모든 권력은 소비에트로!”라는 구호를 내걸고 임시 정부에 대항했다.

### 임시정부 함락
레닌의 강력한 요청으로 볼셰비키 당 내에서는 봉기의 방침이 결정되고, 상트페테르부르크 소비에트의 의장 트로츠키의 지도하에 공농혁명위원회가 설치되어 구체적인 계획이 진행됐다.
11월 6일 새벽 2시, 임시 정부 수상 케렌스키가 볼셰비키 신문 인쇄소를 봉쇄하자 트로츠키는 전 부대에 무장봉기를 명령했다. 노동자를 주축으로 하는 적위대가 전화국, 정부 청사, 기차역 등 주요 거점을 무혈 점거했다.
제2회 러시아 소비에트 대회가 열린 오전 11시까지는 임시 정부의 거점인 동궁(冬宮)을 제외한 도시 전체가 볼셰비키의 지배하에 들어갔다.
11월 7일 새벽 2시, 드디어 동궁이 함락됐다는 소식이 소비에트 대회장에 알려지자 대회장은 환호의 도가니로 변했다. 오전 6시, 해가 떠오르는 가운데 레닌이 기초한 대회 선언이 낭독됐다.

## 러시아 내전
10월 혁명 이후의 내전은 기본적으로 황제를 지지하는 백군과 혁명을 지지하는 적군 사이의 내전을 말한다. 이는 표면적인 것으로, 정확히 말하자면 내전은 레닌 주도의 공산주의 혁명 세력 및 혁명을 지지하는 러시아 국민들과 백군과 백군을 후원하는 대영제국, 프랑스, 미국, 일본제국 등의 제국주의 국가들과의 전쟁이다.
내전 초기의 혁명 국가는 완성되지 못했으며, 혁명 러시아의 국가 체제나 군대 체계는 매우 엉성한 상태였다. 반면에 백군은 제정 시대의 장교들의 통솔력과 제국주의 국가들로부터 후원받은 강력한 무기로 인해 상대적으로 내전 초기에 적군보다 우위에 설 수 있었다.
특히, 알렉산드르 콜차크, 안톤 데니킨, 레오니드 유스포프, 라브르 코르닐로프가 지휘하는 백군은 볼셰비키 정권을 심각하게 위협했었다. 하지만 백군은 공산주의 혁명에 반대하는 구체제로 구성된 귀족출신들이나 장군들이었고, 이들에게 뚜렷한 제도나 정책이 없었다.
이들의 목표는 단순히 볼셰비키 정권을 무너뜨리고 구체제로 회복하는 것 뿐이었다. 그렇기에 노동자들과 농민들은 백군을 후원하는 세력들의 뒤에는 귀족들이나 자본가가 있다는 사실을 잘 알고 있었다. 당연히 농민들이나 노동자들은 백군에 등을 돌려 볼셰비키 정권을 지지했다.
그렇게 됨으로써, 러시아 공산당의 끈질긴 저항과 러시아 인민들의 지지로 인해 1922년부터는 백군 세력이 혁명 러시아로부터 완전히 밀려나가게 되어 패망했으며, 1922년 12월 30일 소비에트 연방이 탄생하였다.
이와 더불어 러시아 내전은 이후 혁명 러시아의 미래에 여러 가지 부정적인 영향을 끼쳤다. 첫째로, 공산주의 혁명을 지지했던 많은 노동자 계급이 전쟁 속에서 죽거나 다쳤다.
이는 이후 혁명 러시아의 본래 목적과 이상향이 변질되는데 큰 영향을 준다. 둘째로, 혁명 러시아에 제정 형태의 군사 제도, 사회 제도가 도입된다.
처음에 이것은 내전기의 일시적인 정책으로 시작하였으나, 내전이 끝난 이후에도 지속되었으며, 내전기에 들어온 제정 시대의 군인, 관리 계층이 이후 이오시프 스탈린의 반혁명 시도를 돕게 된다. 셋째로, 내전과 무관하게 적군에 반대했던 무정부주의적 노동자, 농민 집단이 완전히 사라지게 되는데, 이는 내전 이후 공산당에 반대할 대항 세력의 몰락을 뜻했다.

## 결과
끝으로, 내전으로 인한 극심한 사회 혼란과 경제력 파괴는 이후 혁명 세력으로 하여금 신경제 정책{네프(NEP)}, 즉 일정 부분 자본주의 도입을 허용하게 된다. 이 요소도 이후 소련시기에 스탈린의 반혁명(反革命) 시도에 일조하는 요인이 된다. 러시아 제국에서1917년 핀란드가 독립했고 1918년 발트 3국과 폴란드와 몰도바(트란스니스트리아는 제외)가 독립했다.

## 《동물 농장》
조지 오웰이 쓴 《동물 농장》은 이 러시아 혁명과 스탈린 시대를 비유해 썼는데, 민중들의 밀가루 반입량이 절반으로 줄어듦에 따라 빵을 살 수 없었던 것을 존스(니콜라이 2세)가 동물들에게 음식을 주지 않은 것에 비유한 것이고, 니콜라이 2세가 쫓겨난 것을 존스가 장원 농장에서 쫓겨난 것에 비유한 것이다.
러시아 혁명이 성공한 이후 반(反)공산주의 국가들이 연합하여 러시아를 침공한 러시아 내전은 인간들이 동물 농장의 몇몇 동물을 포섭하여 쳐들어 온 것으로 비유되었다. 일반적으로 나폴레옹은 이오시프 스탈린, 스노볼은 트로츠키를 비유한 것으로 볼 수 있다.

## 같이 보기
- 아서 랜섬
- 파리 코뮌
- 리처드 파이프스
- 존 리드 (1887년)
- 레프 트로츠키